# All We Imagine as Light
All We Imagine as Light is een Indiaas-Luxemburgs-Frans-Nederlands-Italiaanse dramafilm uit 2024, geschreven en geregisseerd door Payal Kapadia.

## Verhaal
In Mumbai wordt de routine van verpleegkundige Prabha verstoord als ze een onverwacht geschenk ontvangt van haar vervreemde echtgenoot. Haar jongere kamergenote Anu probeert tevergeefs een plekje in de stad te vinden om intiem te zijn met haar vriend. Een reis naar een strandstad stelt hen in staat een ruimte te vinden voor hun verlangens.

## Rolverdeling
| Acteur        | Personage |
| ------------- | --------- |
| Kani Kusruti  |           |
| Divya Prabha  |           |
| Hridhu Haroon |           |
| Chhaya Kadam  |           |

## Productie
De film werd geproduceerd door Thomas Hakim en Julian Graff via hun Franse bedrijf Petit Chaos, en door Ranabir Das bij Another Birth uit India, in coproductie met de Indiase bedrijven Chalk & Cheese en Dojo Films, evenals door het Franse Arte. France Cinéma, het Luxemburgse Les Films Fauves, het Nederlandse BALDR Film en het Italiaanse Pulpa Films.

## Release en ontvangst
All We Imagine as Light ging op 23 mei 2024 in première op het Filmfestival van Cannes in de competitie voor de Gouden Palm. Het zal de eerste Indiase film in dertig jaar zijn die in de hoofdcompetitie van Cannes wordt vertoond sinds de film Swaham van regisseur Shaji N. Karun in 1994. All We Imagine as Light won in Cannes de Grand Prix, op de Gouden Palm na de hoogste onderscheiding van het filmfestival. De film kreeg positieve kritieken van de filmcritici, met een score van 100% op Rotten Tomatoes, gebaseerd op 17 beoordelingen.

## Prijzen en nominaties
De belangrijkste:
| Jaar | Prijs                   | Categorie                     | Genomineerde(n)               | Uitslag     |
| ---- | ----------------------- | ----------------------------- | ----------------------------- | ----------- |
| 2025 | Golden Globes           | Beste regisseur               | Payal Kapadia                 | Genomineerd |
| 2025 | Golden Globes           | Beste film – niet-Engelstalig | Beste film – niet-Engelstalig | Genomineerd |
| 2024 | Filmfestival van Cannes | Gouden Palm                   | Payal Kapadia                 | Genomineerd |
| 2024 | Filmfestival van Cannes | Grand Prix                    | Payal Kapadia                 | Gewonnen    |